# Apatura subalba
Apatura subalba is een vlinder uit de familie van de Nymphalidae. De wetenschappelijke naam van de soort is voor het eerst geldig gepubliceerd in 1885 door Gustave Arthur Poujade.